# Lichenochora acutispora
Lichenochora acutispora är en lavart som beskrevs av Etayo 2008. Lichenochora acutispora ingår i släktet Lichenochora, ordningen Phyllachorales, klassen Sordariomycetes, divisionen sporsäcksvampar och riket svampar.   Inga underarter finns listade i Catalogue of Life.